# Marlene Kegler Krug
Marlene Katherine Kegler Krug (* 13. April 1953 in Colonia Hohenau, Paraguay; † wahrscheinlich 1977) wurde als 23-jährige Studentin Opfer der argentinischen Militärdiktatur. Sie ist damit eine von ca. 30.000 sogenannten Desaparecidos (Verschwundenen).

## Leben
Kegler Krug wurde als Tochter einer deutschstämmigen Familie in dem Ort Colonia Hohenau (Departamento Itapúa) in Paraguay geboren. Die Familie stammte aus Sachsen und war aufgrund von Ernteverlusten und Hungersnöten nach Südamerika ausgewandert. Ihre Eltern Helma Krug Schneider und Eitel Benedicht Kegler Scheller ließen sie zweisprachig, mit Spanisch und Deutsch aufwachsen. In der deutschen evangelischen Gemeinde im Departamento Alto Paraná (Evangelische Kirche am La Plata) engagierte sie sich in der Jugendgruppe und als Kindergottesdiensthelferin.
1972 begann sie, an der Universidad Nacional de La Plata in Argentinien Medizin zu studieren. Kegler Krug finanzierte ihr Studium teilweise selbst und arbeitete nebenher in Alphabetisierungskampagnen in Elendsvierteln. In ihre Studienzeit fiel die staatlich angeordnete Schließung der Universitätsmensa und die Ermordung zweier wissenschaftlicher Mitarbeiter der Universität durch die rechtsradikale Todesschwadron Triple A am 8. Oktober 1975. Die Beerdigung der beiden Ermordeten, an der Kegler Krug teilnahm, geriet zu einer Protestkundgebung gegen die von der Triple A und dem Staat ausgehende Gewalt und wurde von der Polizei der Provinz Buenos Aires brutal niedergeschlagen. Kegler Krug schloss sich einer Studierendengruppe an, die der Frente Antiimperialista por el Socialismo (Antiimperialistische Front für den Sozialismus) nahestand. Die Gruppe, die sich in den Räumen einer Gemeinde der Iglesia Evangélica Luterana Unida (Vereinigte Evangelisch-lutherische Kirche) traf, klebte Plakate, verteilte Flugblätter und veranstaltete spontane Demonstrationen, die sich stets vor Erscheinen der Polizei auflösten.
Kegler Krug führte unter all diesen Umständen ihr Studium fort und spezialisierte sich 1976 auf Geburtshilfe. Im gleichen Jahr, am 24. März, putschte sich das Militär in Argentinien an die Macht und begann mit der massenhaften Verschleppung und Folterung politischer unliebsamer Personen.

## Verschleppung
Am 16. September 1976 kam es in der Provinz Buenos Aires zur sogenannten „Nacht der Bleistifte“, einer polizeilichen Kommandoaktion, die politisch engagierte Schüler und Studierende verschwinden ließ.
Marlene Kegler Krug verließ am 24. September 1976 ihre Wohnung im Viertel Berisso, um sich zur Universität zu begeben. An einer Bushaltestelle wurde sie von drei bewaffneten Männern gewaltsam in einem PKW verschleppt, wobei einer der Männer seinen Polizeiausweis verlor. Kegler Krug hielt sich an einem Laternenmast fest und rief um Hilfe, worauf mehrere Passanten ihr beizustehen versuchten. Die Entführer schossen über die Köpfe der Menschen hinweg und zerrten Kegler Krug in den Kofferraum des PKWs. Wenige Minuten nach dem Wegfahren des Wagens traf eine kleinere Einheit der Armee ein, um den Tatort zu untersuchen. Der gefundene Polizeiausweis wurde von einem Zeugen an die Militärs übergeben. Kurz danach tauchte Manuel García Mutto, der Dekan der medizinischen Fakultät, am Tatort auf und sagte aus, Kegler Krug sei keine Studentin seiner Fakultät. Kegler Krugs Wohnung wurde wenige Tage darauf von Personen in Zivil durchsucht. Es gab verschiedene Presseberichte über den Tathergang der Entführung, die Durchsuchung der Wohnung blieb jedoch unerwähnt.
Durch mehrere Zeugenaussagen ist belegt, dass Marlene Kegler Krug in verschiedenen Folterlagern im Großraum Buenos Aires festgehalten wurde. Pablo Díaz, ein überlebender Desaparecido, sah sie im Lager Pozo de Arana, wo sie brutal gefoltert wurde:

„Sie schrie und schrie, man hörte ihre Schreie. Dann wurde es still und dann kam der, der sagte: ‚Sie ist hinüber, wirf sie den Hunden hin.‘“

Danach wurde sie vermutlich in das Folterlager Puesto Vasco in Quilmes verbracht, von wo aus sich ihre Spur verliert. Beide Lager unterstanden der Polizei der Provinz Buenos Aires. Ein weiterer überlebender Zeuge, Walter Docters, sagte aus, dass Kegler Krug auch unter der Folter noch die Diktatur angeprangert habe. Am 22. Juni 2006 berichtete die überlebende Verschwundene Nilda Eloy im Prozess gegen den Polizeioffizier Miguel Etchecolatz, sie habe Kegler Krug in einem nicht näher identifizierbaren Folterlager gesehen (es könnte sich laut Eloy um das Lager El Vesubio gehandelt haben). Die im Alter von 19 Jahren entführte Eloy sagte aus, Kegler Krug sei im Lager Arana im Wortsinne gekreuzigt worden und habe, als die beiden Frauen sich trafen, noch die entsprechenden Verletzungen an Handflächen und Füßen gehabt:

„[Sie] ist im Arana gekreuzigt worden. Sie trug noch die Male an den Handflächen, an den Füßen. Sie war dabei, sich davon zu erholen.“

## Juristische Aufarbeitung
Kegler Krugs Eltern forderten am 7. Oktober 1976 vom argentinischen Innenministerium Auskunft über den Verbleib ihrer Tochter, erhielten jedoch keine Antwort. Am Tag darauf reichten sie eine Anzeige bei der Polizeidienststelle in Berisso ein. In den folgenden Jahren reichten sie sechs Habeas-Corpus-Gesuche ein, die allesamt ablehnend beschieden wurden. Im Januar 1977 wurde den Keglers telefonisch mitgeteilt, dass ihre Tochter sich in einem Lager im Großraum Buenos Aires befinde. Weiter erfuhren sie nichts über ihren Verbleib.
Am 29. September 1983, kurz vor dem Ende der Militärdiktatur, reichte eine Gruppe von 41 Angehörigen ein kollektives Habeas-Corpus-Gesuch für 48 deutschstämmige Verschwundene, darunter Marlene Kegler Krug, bei dem Bundesrichter Oscar Mario Salvi ein. Nach dem Ende der Diktatur wurde der Fall auch vor der Untersuchungskommission CONADEP angezeigt, die ihn an ein Bundesgericht in La Plata weiterleitete. Die Ermittlungen wurden jedoch im Zuge der Amnestiegesetze zugunsten von Militärs und Sicherheitskräften, die an Diktaturverbrechen beteiligt waren (Schlussstrichgesetz 1986 und Gesetz über die Gehorsamspflicht 1987), eingestellt.
Am 22. Mai 2003 brachte die Koalition gegen Straflosigkeit, die sich für die Aufklärung der Diktaturverbrechen einsetzt, Kegler Krugs Fall bei der deutschen Justiz zur Anzeige. Im Rahmen des Ökumenischen Kirchentags 2003 empfing die deutsche Justizministerin Brigitte Zypries am 28. Mai Vertreter der Koalition gegen Straflosigkeit. Während des Treffens übergaben Arturo Blatezky von der Ökumenischen Menschenrechtsbewegung (MEDH) und Rolf Koppe, der Auslandsbischof der EKD, der Ministerin eine Anzeige gegen die Entführer Kegler Krugs. Die Staatsanwaltschaft Nürnberg-Fürth nahm Ermittlungen auf, stellte diese jedoch schon am 12. August 2003 wieder ein. Die Begründung lautete, Kegler Krug sei zum Tatzeitpunkt keine deutsche Staatsbürgerin gewesen. Ihr sei lediglich zeitweilig ein deutscher Pass ausgestellt worden. Einzelheiten zu ihrem Tod seien nicht mehr ermittelbar. Die Koalition gegen Straflosigkeit legte Beschwerde ein.
Am 20. Oktober 2004 traten Angehörige deutscher Verschwundener und die Ökumenische Menschenrechtsbewegung mit einem Schreiben an die Öffentlichkeit, in dem sie die deutsche Justiz aufforderten, die Ermittlungen wieder aufzunehmen. Mitunterzeichner waren u. a. Bischof Miguel Hesayne und der Friedensnobelpreisträger Adolfo Pérez Esquivel.